# Sukran
Sukran (ou Šukran) est un roman de science-fiction de Jean-Pierre Andrevon paru en 1989.

## Résumé
L'histoire se déroule à Marseille, ville en proie de la montée des eaux et au trafic d'êtres humains. Elle suit Roland Cacciari, un militaire démobilisé ayant participé à la Croisade Anti-islamique Européenne.

## Prix ou distinctions
Le livre a reçu le Grand prix de l'Imaginaire dans la catégorie Roman francophone en 1990.